# Monteforte d’Alpone
Monteforte d’Alpone ist eine norditalienische Gemeinde (comune) mit 8940 Einwohnern (Stand 31. Dezember 2023) in der Provinz Verona in Venetien. Die Gemeinde liegt etwa 23 Kilometer ostsüdöstlich von Verona und etwa 25 Kilometer südwestlich von Vicenza im Val d’Alpone. Monteforte d'Alpone grenzt an die Provinz Vicenza.

## Geschichte
1207 wird Monteforte d’Alpone von der Stadt Verona an den Bischof Adelardo übertragen. Schließlich kam die Ortschaft zur Republik Venedig. 

## Wirtschaft und Verkehr
Im Gemeindegebiet wird der Soave angebaut. 
Die Gemeinde liegt etwas nördlich von der Autostrada A4, die sich in West-Ost-Richtung von Turin Richtung Triest erstreckt. Der nächste Autobahnanschluss ist in Soave/San Bonifacio. In San Bonifacio befindet sich auch der nächste Bahnhof an der Strecke von Verona nach Venedig.

## Söhne und Töchter
- Roberto Pace (1935–2017), italienischer Entomologe
- Giuseppe Pellegrini (* 1953), katholischer Geistlicher, Bischof von Concordia-Pordenone